# أبو دياب غرب
قرية أبو دياب غرب هي إحدى القرى التابعة لمركز دشنا في محافظة قنا في جمهورية مصر العربية. حسب إحصاءات سنة 2006، بلغ إجمالي السكان في أبو دياب غرب 10926 نسمة، منهم 5580 رجل و5346 امرأة.